# Újezd u Rosic
Újezd u Rosic je obec v okrese Brno-venkov v Jihomoravském kraji, v Křižanovské vrchovině. Žije zde 284 obyvatel.
Sousedními obcemi jsou Stanoviště, Zbraslav, Příbram na Moravě a Vysoké Popovice z okresu Brno-venkov a Krokočín, Hluboké, Kralice nad Oslavou, Lesní Jakubov a Rapotice z okresu Třebíč (Kraj Vysočina).

## Historie
První písemná zmínka o obci pochází z roku 1353. V letech 2002–2010 zde působila jako starostka Helena Malá, v letech 2010–2018 jako starosta Milan Dobrovolný a od roku 2018 tuto funkci vykonává Zdeněk Tesař.

## Obyvatelstvo
| Rok            | 1869 | 1880 | 1890 | 1900 | 1910 | 1921 | 1930 | 1950 | 1961 | 1970 | 1980 | 1991 | 2001 | 2011 | 2021 |
| -------------- | ---- | ---- | ---- | ---- | ---- | ---- | ---- | ---- | ---- | ---- | ---- | ---- | ---- | ---- | ---- |
| Počet obyvatel | 385  | 420  | 445  | 469  | 483  | 490  | 455  | 427  | 415  | 403  | 317  | 257  | 228  | 269  | 278  |
| Počet domů     | 48   | 58   | 61   | 65   | 75   | 74   | 87   | 122  | 104  | 106  | 94   | 113  | 126  | 128  | 133  |

Vývoj počtu obyvatel

## Galerie

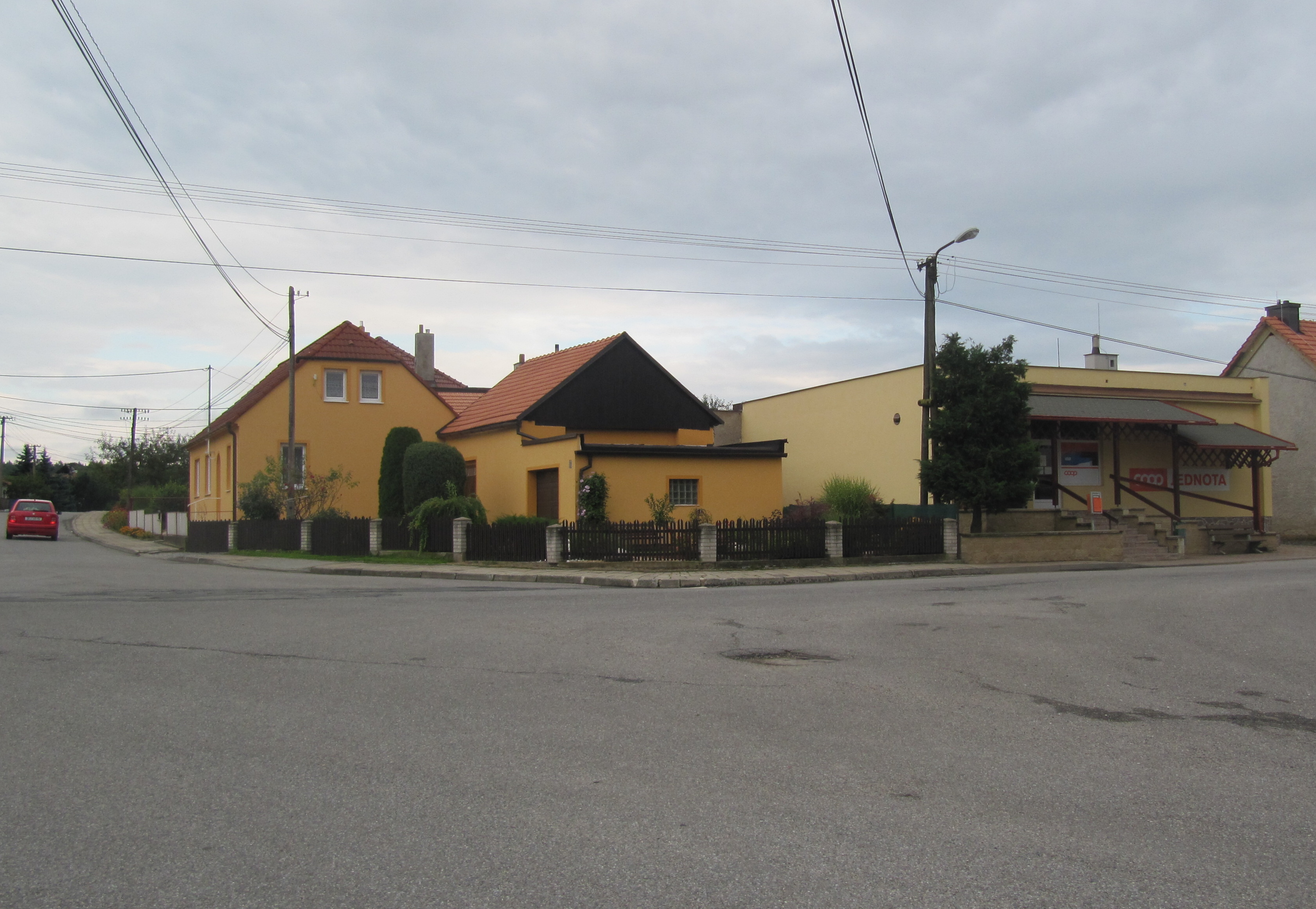
Křižovatka
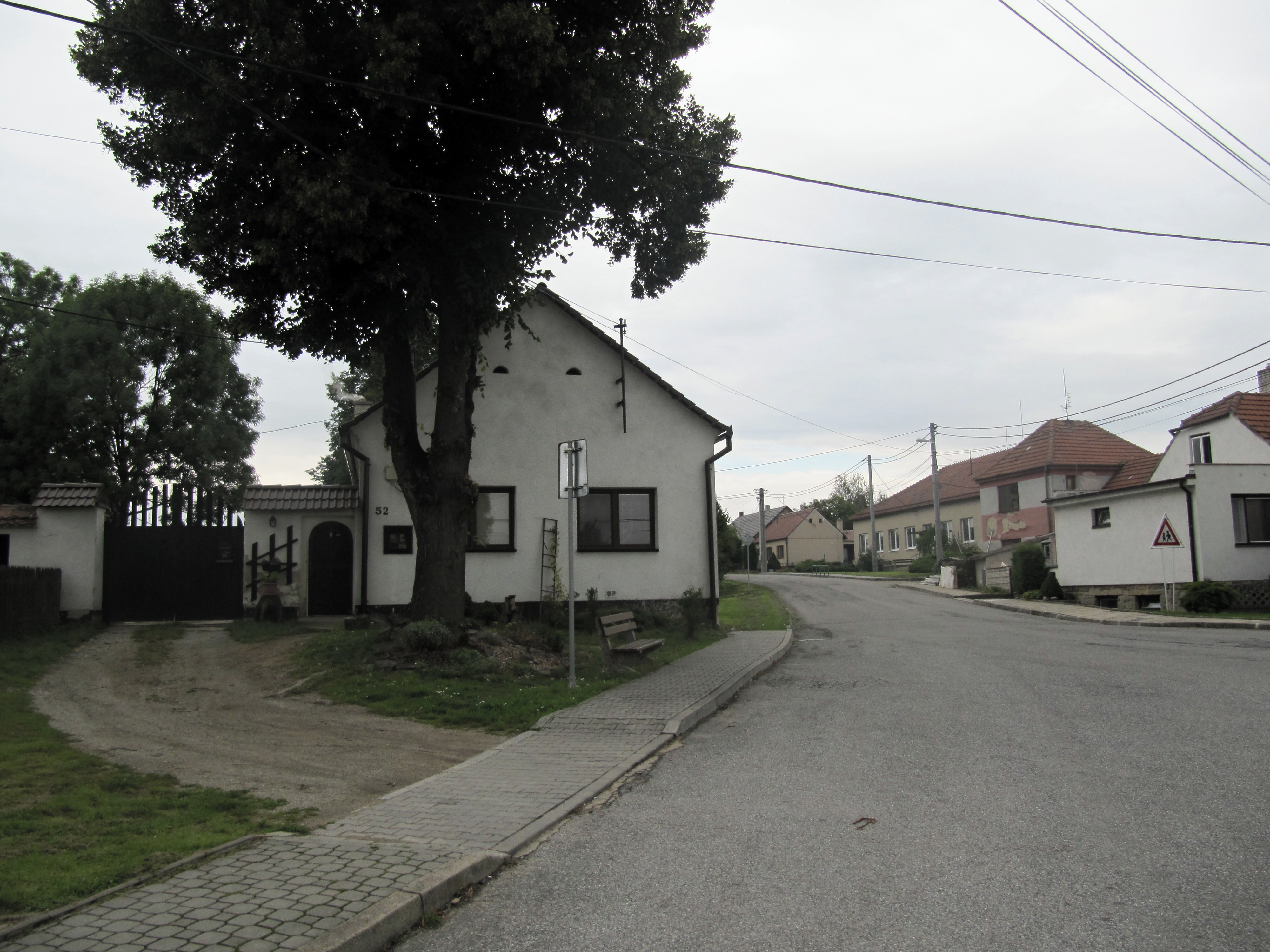
U křižovatky, směr Velká Bíteš
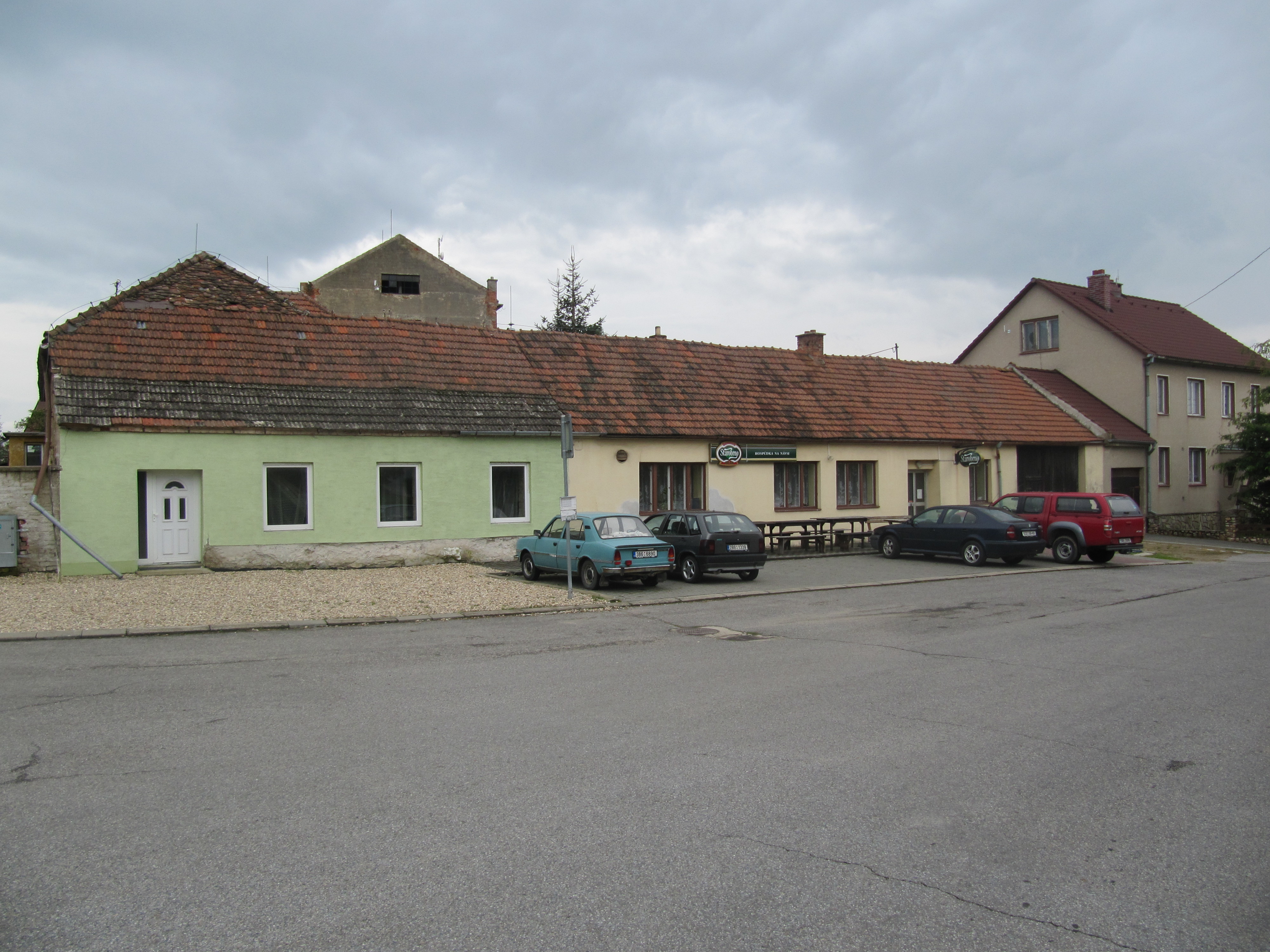
Hospoda
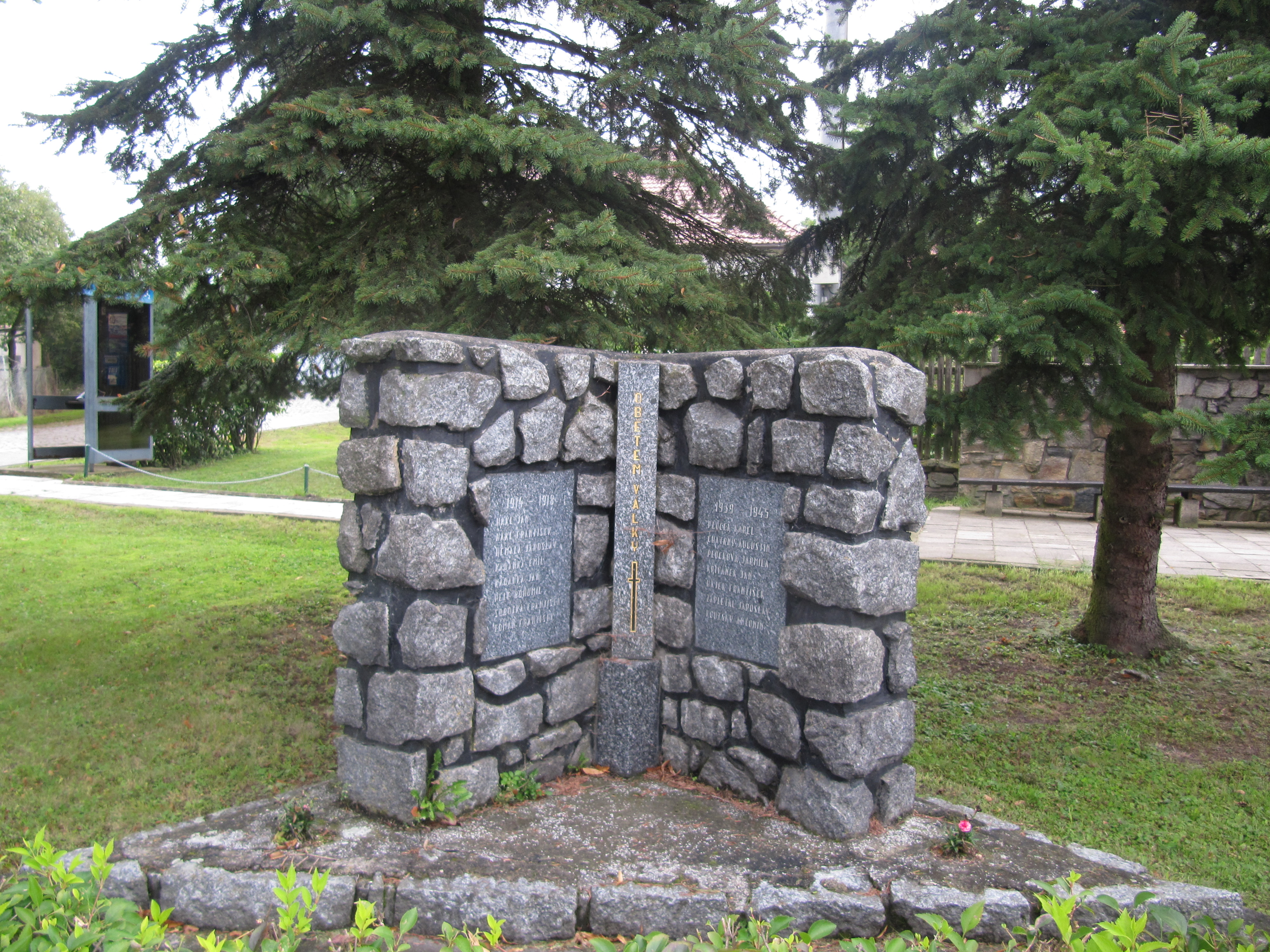
Pomník padlým